# После нашей эры
«После нашей эры», оригинальное название — «После Земли» (англ. After Earth) — американский научно-фантастический фильм-катастрофа режиссёра М. Найта Шьямалана. В главных ролях — Уилл Смит и Джейден Смит. Премьера в США состоялась 31 мая 2013 года, в СНГ — 6 июня. Теглайн: «Страха нет».

## Сюжет
Космический корабль с отцом и сыном на борту терпит крушение на планете Земля через тысячу лет после того, как она была покинута человечеством. Они пытаются подать сигнал бедствия. Но исправное устройство, способное подать этот сигнал, — аварийный маяк — находится в обломке корабля, упавшем в ста километрах от них на вновь ставшей первобытной планете. И главная опасность в этом диком мире — не только в стаях диких обезьян и кошкоподобных хищников, и не в ядовитых пиявках, а в клетке, которая прилетела на Землю вместе с главными героями. Космический корабль перевозил опасного инопланетного хищника — урсу, который был создан специально для охоты на людей другой — инопланетной — расой Skrel, также претендующей на планету Нова Прайм, куда эвакуировались земляне. Урса слеп и чувствует свою жертву по феромонам страха, выделяемым испуганным человеком. Отец не может самостоятельно передвигаться (у него сломаны обе ноги), и он отправляет своего сына-подростка в полное опасностей путешествие к обломку корабля с запасным аварийным маяком. Отец считается лучшим охотником на этого хищника, потому что не испытывает страха, и урса его не видит. Но сможет ли сын стать таким же — зависит только от него самого.

## В ролях
| Актёр             | Роль                        |
| ----------------- | --------------------------- |
| Уилл Смит         | Сайфер Рэйдж                |
| Джейден Смит      | Китай Рэйдж                 |
| Зои Кравиц        | Сенши Рэйдж                 |
| Софи Оконедо      | Файа Рэйдж                  |
| Кристофер Хивью   | начальник охраны            |
| Дэвид Денман      | рядовой Маккуорри           |
| Гленн Моршауэр    | командир Велан              |
| Линкольн Льюис    | Бо                          |
| Диего Клаттенхофф | рейнджер-ветеран            |
| Изабель Фурман    | Райна (в титрах не указана) |

## Создание
Первоначальный сценарий Гэри Уитты был переписан М. Найтом Шьямаланом.
Съёмки фильма начались в феврале 2012 года. Большая часть съёмок проходили в Коста-Рике и в двух штатах США − Калифорния (округ Гумбольдт) и Пенсильвания (округ Делавэр, город Астон Тауншип).
Первый кадр фильма с персонажем Джейдена Смита был выпущен 15 февраля 2012 года.
Фильм снимался на камеру Sony F65.

## Отзывы
Фильм получил негативные отзывы кинокритиков. На Rotten Tomatoes средний рейтинг картины составляет 3,8 балла из 10. На Metacritic — 33 балла из 100 на основе 41 обзора. Журнал «Афиша» отметил, что многие зрители были разочарованы, обнаружив, что главную роль фактически играет не Уилл Смит, а его сын Джейден. Негативно об игре Джейдена Смита отозвались портал Lenta.ru и журнал «Мир фантастики». Журнал «25-й кадр» назвал фильм апатичным, а персонажей неубедительными. Все эти издания отметили также, что в фильме слабо обыграна тема Земли после исчезновения человека — по словам рецензента, «с тем же успехом планета могла бы зваться Пандорой или Кашииком».
Зрители неоднозначно приняли фильм. На КиноПоиске рейтинг составляет 5,9 балла из 10, на IMDb — 4,9 баллов из 10. CinemaScore — фирма, занимающаяся исследованием рынка, — проводила опрос зрителей на выходе из кинотеатра в течение открывающего уик-энда. Так, средняя оценка кинозрителей была «4» по пятибалльной шкале.
«После нашей эры» был номинирован на шесть антипремий «Золотая малина» — за худший фильм, худшие сценарий, режиссуру, актёрскую игру первого и второго плана и экранную пару. По мнению таких изданий как Time, Vulture, фильм был признан одним из 10 худших фильмов 2013 года, согласно опросу онлайн-издания RiffTrax — худшим фильмом года. «Мир фантастики» назвал его «Разочарованием-2013».